# Чиж чорний
Чиж чорний (Spinus atratus) — вид горобцеподібних птахів родини в'юркових (Fringillidae). Мешкає в Андах.

## Опис
Довжина птаха становить 13 см. Самці мають переважно чорне, блискуче забарвлення, за винятком жовтої смуги біля основи махових пер, а також жовтої основи хвоста і жовтого живота. Самиці мають менш яскраве, коричнювате забарлвення.

## Поширення  і екологія
Чорні чижі мешкають в Перу, Болівії, Аргентині і Чилі. Вони живуть на високогірних луках пуна, на кам'янстих схилах, місцями порослих чагарниками і карликовими деревами, серед скель. Зустрічаються парами або невеликими зграйками, на висоті від 3500 до 4500 м над рівнем моря.Іноді приєднуються до змішаних зграй птахів. Живляться насінням трав. Гніздяться на землі, серед каміння. В кладці від 3 до 5 блакитнуватих яєць. Інкубаційний період триває 13-14 днів, насиджує лише самиця. Пташенята покидають гніздо через 17 днів після вилуплення, однак батьки продовжують піклуватися про них ще 2-3 тижні.